# Igor Stielnow
Igor Anatoljewicz Stielnow (ros. Игорь Анатольевич Стельнов; ur. 12 lutego 1963 w Moskwie, zm. 24 marca 2009 w Moskwie) – rosyjski hokeista, obrońca, reprezentant ZSRR, złoty medalista olimpijski z Sarajewa i Calgary, trener. Zasłużony Mistrz Sportu ZSRR (1984). Pochowany na Cmentarzu Chowańskim w Moskwie.

## Kariera klubowa
- CSKA Moskwa (1980–1991)
- Chimik Woskriesiensk (1991–1992)
- Rögle BK (1992–1993)
- Asiago Hockey (1994)
- CSKA Moskwa (1996–1998)

## Kariera trenerska
- HK MWD Bałaszycha (2004–2009)

## Sukcesy
- Zimowe igrzyska olimpijskie:
  -  1984 i 1988
- Mistrzostwa Świata:
  -  1986
  -  1987
- Mistrzostwa ZSRR:
  -  1982, 1983, 1984, 1985, 1986, 1987, 1988 i 1989 z CSKA Moskwa
  -  1990 z CSKA Moskwa

## Wyróżnienia
- Zasłużony Mistrz Sportu ZSRR w hokeju na lodzie: 1984
- Rosyjska Galeria Hokejowej Sławy: 2014 (pośmiertnie)